# Port Logan
Port Logan, schottisch-gälisch: Port an Neasaig, ist eine Ortschaft in der schottischen Council Area Dumfries and Galloway beziehungsweise in der traditionellen Grafschaft Wigtownshire. Sie liegt rund 17 Kilometer südlich von Stranraer auf der Südhälfte der Halbinsel Rhins of Galloway.

## Geschichte
Im 16. Jahrhundert wurde am Standort eines älteren Gebäudes das Tower House Balzieland Castle erbaut. Andrew McDowall gab 1702 den Bau des nahegelegenen Herrenhauses Logan House als Sitz des Clans McDowall in Auftrag. Im frühen 19. Jahrhundert ließen die McDowalls Port Logan als Seehafen anlegen. Nach den 1822 fertiggestellten Hafenanlagen folgte in den 1830er Jahren ein Leuchtturm.
Im Rahmen der Zensuserhebung 1961 wurden in Port Logan 68 Einwohner gezählt.

## Verkehr
Port Logan ist über die B7065 an das Straßennetz angeschlossen. Sie bindet die Ortschaft an die A716 an, die Drummore mit Lochans verbindet. Dort besteht Anschluss an die A77 (Portpatrick–Glasgow).